# Malangen (Schiff)
Die Malangen ist eine Doppelendfähre der norwegischen Reederei Torghatten Nord.

## Geschichte
Die Fähre wurde unter der Baunummer 47 auf der Werft Fiskerstrand Verft für die Troms Fylkes Dampskibsselskap gebaut. Der Rumpf wurde von Western Shipyard in Klaipėda zugeliefert. Die Kiellegung der Fähre fand im August 2000, der Stapellauf im Dezember 2000 statt. Die Fähre wurde am 29. Juni 2001 an die Troms Fylkes Dampskibsselskap abgeliefert. Der Schiffsentwurf stammte vom norwegischen Schiffsarchitekturbüro Multi Maritime.
Zum 1. März 2006 schlossen sich die Troms Fylkes Dampskibsselskap und die Ofotens og Vesteraalens Dampskibsselskab zur Hurtigruten zusammen. Hurtigruten verkaufte die Fähre zusammen mit weiteren Fähren an das Logistikunternehmen Torghatten, das sie zum 5. Januar 2009 übernahm und den Betrieb der Fähren in ihrem Tochterunternehmen Torghatten Nord zusammenfasste.
Die Fähre verkehrt zwischen Hansnes, Vannøy und Karlsøy.

## Technische Daten und Ausstattung
Die Fähre wird dieselelektrisch von zwei Elektromotoren mit jeweils 1100 kW Leistung angetrieben. Die Elektromotoren wirken auf zwei Propellergondeln. Für die Stromerzeugung stehen vier von Viertakt-Dieselmotoren des Typs Caterpillar 3508B mit zusammen 2692 kW Leistung angetriebene Generatoren zur Verfügung. Die Umrüstung auf ein hybrides Antriebssystem, für das die Fähre mit Akkumulatoren als Energiespeicher ausgerüstet werden soll, ist vorgesehen.
Die Fähre verfügt über ein durchlaufendes Fahrzeugdeck. Dieses ist 74,7 m lang und vollständig geschlossen. An beiden Enden der Fähre befindet sich ein nach oben aufklappbares Visier mit einem dahinterliegenden, ebenfalls nach oben aufklappbaren Schott. Über dem Fahrzeugdeck befindet sich ein Deck unter anderem mit den Einrichtungen für die Passagiere sowie offenen Decksbereichen. Das Steuerhaus ist mittig auf die Decksaufbauten aufgesetzt.
Die Kapazität der Fähre ist mit 200 Passagieren und 62 Pkw angegeben.